# 奥尔迈斯特吉
奥尔迈斯特吉（西班牙語：Ormaiztegui）是西班牙巴斯克自治区吉普斯夸省的一个市镇。总面积7平方公里，总人口1170人（2001年），人口密度167人/平方公里。